# Time (filme)
Time é um documentário americano de 2020 produzido e dirigido por Garrett Bradley. Segue Sibil Fox Richardson, lutando pela libertação de seu marido, Rob, que está cumprindo uma sentença de 60 anos de prisão por se envolver em um assalto a banco à mão armada.
Sibil Fox cumpriu três anos e meio por seu papel no assalto à mão armada, enquanto Robert recebeu clemência em 2018 depois de cumprir 21 anos de prisão por seus crimes.
O filme teve sua estreia mundial no Sundance Film Festival em 25 de janeiro de 2020, onde Bradley ganhou o US Documentary Directing Award, a primeira mulher afro-americana a fazê-lo. Foi lançado nos cinemas em 9 de outubro de 2020 e digitalmente no Amazon Prime Video em 16 de outubro de 2020 pela Amazon Studios. No 93º Oscar, o filme foi indicado para Melhor Documentário.

## Enredo
O filme segue Sibil Fox Richardson (também conhecida como Fox Rich), uma empreendedora, autodenominada abolicionista, autora e mãe de seis filhos, enquanto luta pela libertação de seu marido, Rob, cumprindo uma sentença de 60 anos de prisão na prisão. Penitenciária Estadual da Louisiana por sua participação em um assalto a banco à mão armada. Rich cumpriu três anos e meio por seu papel no roubo. O filme combina imagens originais com vídeos caseiros.

## Produção
Bradley conheceu Rich em 2016 enquanto trabalhava em seu curta-metragem Alone, um Op-Doc do New York Times. Ela pretendia fazer um pequeno documentário sobre Rich, mas ao filmar, Rich deu a Bradley um saco de fitas mini-DV contendo cerca de 100 horas de vídeos caseiros que ela havia gravado nos 18 anos anteriores. Nesse ponto, Bradley desenvolveu o curta como um recurso.
Time foi filmado em uma câmera Sony FS7 em preto e branco. Foi selecionado para o Sundance Documentary Edit & Story Lab de 2019. A partitura apresenta composições originais de Jamieson Shaw e Edwin Montgomery, bem como música de Emahoy Tsegué-Maryam Guèbrou que foi gravada na década de 1960. O filme foi produzido por Lauren Domino, Kellen Quinn e Bradley. Laurene Powell Jobs, Davis Guggenheim, Nicole Stott, Rahdi Taylor e Kathleen Lingo são produtores executivos, Jonathan Silberberg e Shannon Dill são coprodutores executivos e Dan Janvey é co-produtor.

## Lançamento
Time teve sua estreia mundial no Sundance Film Festival em 25 de janeiro de 2020. Em fevereiro de 2020, a Amazon Studios adquiriu seus direitos de distribuição. Também foi exibido no Festival de Cinema de Nova York em 20 de setembro de 2020. Foi lançado nos cinemas em 9 de outubro de 2020 e no Amazon Prime Video em 16 de outubro de 2020.

### Mídia doméstica
Em março de 2021, foi anunciado que Time, One Night in Miami... e Sound of Metal receberiam lançamento em DVD e Blu-Ray pela Criterion Collection.

## Recepção

### Resposta crítica
No site agregador de avaliações Rotten Tomatoes, Time possui um índice de aprovação de 98% com base em 123 avaliações, com uma classificação média de 8.5/10. O consenso dos críticos do site diz: "Time oferece uma poderosa defesa contra as falhas do sistema de justiça americano - e narra a recusa de uma família em desistir contra todas as probabilidades". No Metacritic, o filme tem uma pontuação média ponderada de 91 em 100, com base em 23 críticos, indicando "aclamação universal".
Peter Debruge, da Variety, escreveu que o filme "quase certamente mudará a forma como os americanos pensam sobre o complexo industrial prisional", pois "desafia a suposição de que o encarceramento torna o mundo um lugar mais seguro". Sheri Linden, do The Hollywood Reporter, chamou o filme de "emocionante", descrevendo-o como um "relato conciso e impressionista de amor e espera, do sistema de justiça americano e da luta para manter uma família inteira". David Ehrlich, do Indiewire, deu um A- e escreveu: "O monumental e enormemente comovente Time de Bradley não justapõe a dor de ontem à esperança de amanhã, mas insiste em um agora perpétuo. E embora o documentário nunca reduza seus assuntos a meros símbolos da opressão que eles representam – o filme não poderia ser mais pessoal, e se constrói em um momento de intimidade tão pura que você mal pode acreditar no que está assistindo."
Justin Chang, do Los Angeles Times, disse que o filme é "um feito formal deslumbrante, mas mais do que isso, é um filme profundamente triste sobre o que significa crescer sem pai, absorver esse golpe continuamente, dia após dia". Ashley Clark, da revista Filmmaker, escreveu que as "composições graciosas do filme, a paisagem sonora fluida e às vezes a interpolação de tirar o fôlego das imagens de arquivo de vídeo doméstico da Fox Rich são coerentes para formar uma experiência singularmente poderosa".
Kevin Jagernauth, do The Playlist, no entanto, afirmou que o filme "quer que o espectador tenha empatia com a turbulência que essa família suportou", mas sentiu que havia muitas lacunas não resolvidas (Robert recusando o acordo, o sobrinho de Rich acompanhando o roubo e assim por diante). sobre).

### Prêmios e indicações
No Festival de Cinema de Sundance de 2020, Bradley ganhou o Prêmio de Direção na competição de documentários dos EUA, tornando-se a primeira mulher afro-americana a vencer nessa categoria. No Full Frame Documentary Film Festival de 2020, o filme ganhou o Center for Documentary Studies Filmmaker Award e o Charles E. Guggenheim Emerging Artist Award. Ganhou o James Blue Award no Ashland Independent Film Festival de 2020.
| Prêmio                                      | Data da Cerimônia      | Categoria                                                     | Premiado                                        | Resultado | Ref.          |
| ------------------------------------------- | ---------------------- | ------------------------------------------------------------- | ----------------------------------------------- | --------- | ------------- |
| Academy Awards                              | 25 de abril 2021       | Melhor Documentário de Longa-metragem                         | Garrett Bradley, Lauren Domino and Kellen Quinn | Indicado  | [ 28 ]        |
| Film Independent Spirit Awards              | 22 de abril de 2021    | Melhor Documentário de Longa-metragem                         | Time                                            | Indicado  | [ 29 ] [ 30 ] |
| Critics' Choice Documentary Awards          | 16 de novembro de 2020 | Melhor Documentário                                           | Melhor Documentário                             | Indicado  | [ 31 ]        |
| Critics' Choice Documentary Awards          | 16 de novembro de 2020 | Melhor Narração                                               | Fox Rich                                        | Indicado  | [ 31 ]        |
| Critics' Choice Documentary Awards          | 16 de novembro de 2020 | Melhor Diretor                                                | Garrett Bradley                                 | Indicado  | [ 31 ]        |
| Critics' Choice Documentary Awards          | 16 de novembro de 2020 | Most Compelling Living Subject of a Documentary               | Fox Rich                                        | Venceu    | [ 31 ]        |
| Gotham Independent Film Awards              | 11 de janeiro de 2021  | Melhor Documentário                                           | Melhor Documentário                             | Venceu    | [ 32 ]        |
| Gotham Independent Film Awards              | 11 de janeiro de 2021  | Prêmio da Audiência                                           | Prêmio da Audiência                             | Indicado  | [ 32 ]        |
| International Documentary Association       | 16 de janeiro de 2021  | Melhor Diretor                                                | Garrett Bradley                                 | Venceu    | [ 33 ]        |
| International Documentary Association       | 16 de janeiro de 2021  | Melhor Filme                                                  | Melhor Filme                                    | Indicado  | [ 33 ]        |
| International Documentary Association       | 16 de janeiro de 2021  | Melhor Cinematografia                                         | Nisa East & Zac Manuel & Justin Zweifach        | Indicado  | [ 33 ]        |
| Los Angeles Film Critics Association Awards | 20 de dezembro de 2020 | Melhor Documentário de Longa-metragem                         | Melhor Documentário de Longa-metragem           | Venceu    | [ 34 ]        |
| Los Angeles Film Critics Association Awards | 20 de dezembro de 2020 | Melhor Edição                                                 | Gabriel Rhodes                                  | Indicado  | [ 34 ]        |
| National Society of Film Critics Awards     | 9 de janeiro de 2021   | Melhor Filme não fictício                                     | Melhor Filme não fictício                       | Venceu    | [ 35 ]        |
| New York Film Critics Circle Awards         | 18 de dezembro de 2020 | Melhor Filme não fictício                                     | Melhor Filme não fictício                       | Venceu    | [ 36 ]        |
| London Film Critics Circle Awards           | 7 de fevereiro de 2021 | Documentário do Ano                                           | Documentário do Ano                             | Indicado  | [ 37 ]        |
| Black Film Critics Circle Awards            | 21 de janeiro de 2020  | Melhor Documentário                                           | Melhor Documentário                             | Venceu    | [ 38 ]        |
| Chicago Film Critics Association Awards     | 21 de dezembro de 2020 | Melhor Documentário                                           | Melhor Documentário                             | Indicado  | [ 39 ]        |
| Sundance Film Festival                      | 1 de fevereiro de 2020 | Competição de Documentários dos EUA - Direção                 | Garrett Bradley                                 | Venceu    | [ 40 ]        |
| Sundance Film Festival                      | 1 de fevereiro de 2020 | Grande Prêmio dos Jurados                                     | Grande Prêmio dos Jurados                       | Indicado  | [ 40 ]        |
| Cinema Eye Honors                           | 9 de março de 2021     | The Unforgettables                                            | Fox Rich                                        | Venceu    | [ 41 ]        |
| Cinema Eye Honors                           | 9 de março de 2021     | Prêmio Escolha da Audiência                                   | Prêmio Escolha da Audiência                     | Indicado  | [ 41 ]        |
| Cinema Eye Honors                           | 9 de março de 2021     | Prêmio de Melhor Direção                                      | Garrett Bradley                                 | Indicado  | [ 41 ]        |
| Cinema Eye Honors                           | 9 de março de 2021     | Prêmio de Melhor Trilha Sonora Original                       | Edwin Montgomery & Jamieson Shaw                | Indicado  | [ 41 ]        |
| Cinema Eye Honors                           | 9 de março de 2021     | Prêmio de Melhor Longa-Metragem em Estreia                    | Garrett Bradley                                 | Venceu    | [ 41 ]        |
| Cinema Eye Honors                           | 9 de março de 2021     | Prêmio de Melhor Longa-metragem de Não-Ficção                 | Prêmio de Melhor Longa-metragem de Não-Ficção   | Indicado  | [ 41 ]        |
| Cinema Eye Honors                           | 9 de março de 2021     | Prêmio de Melhor Edição                                       | Gabriel Rhodes                                  | Venceu    | [ 41 ]        |
| Producers Guild of America Awards           | 24 de março de 2021    | Prêmio de Produtor de Documentários Cinematográficos Teatrais | Time                                            | Indicado  | [ 42 ]        |
| Peabody Awards                              |                        | Documentário Honorário                                        | Time                                            | Venceu    | [ 43 ] [ 44 ] |